# Henriëtta Christina Temminck
Henriëtta Christina Temminck (Den Haag, 1 oktober 1813 - aldaar, 4 februari 1886) was een Nederlandse kunstschilderes.

## Leven en werk
Temminck werd in 1813 in Den Haag geboren als dochter van de miniatuurschilder Hendrik Christiaan Temminck en Maria Hester Meijer. In de voetsporen van haar vader en van haar grootvader Leonardus Temminck werd ook zij kunstschilder. Zij kreeg haar opleiding aan de Amsterdamse Koninklijke Academie voor Beeldende Kunsten, waarvan ze in 1845 honorair lid werd. Haar leermeester was Louis Henri de Fontenay. Temminck legde zich toe op het schilderen van genre- en figuurvoorstellingen, interieurs, portretten en stillevens. Haar werk werd in de 19e eeuw regelmatig geëxposeerd. Werk van Temminck bevindt zich in de collecties van het Rijksmuseum Amsterdam (de fruitverkoopster) en van het Museum Hilversum (Interieur met een vrouw met gitaar voor een open raam).
Temminck trouwde op 1 mei 1844 te Den Haag met Cornelis Leonardus Winkelaar, ambtenaar bij het ministerie van Marine. Zij overleed in februari 1886 op 72-jarige leeftijd in haar woonplaats Den Haag.

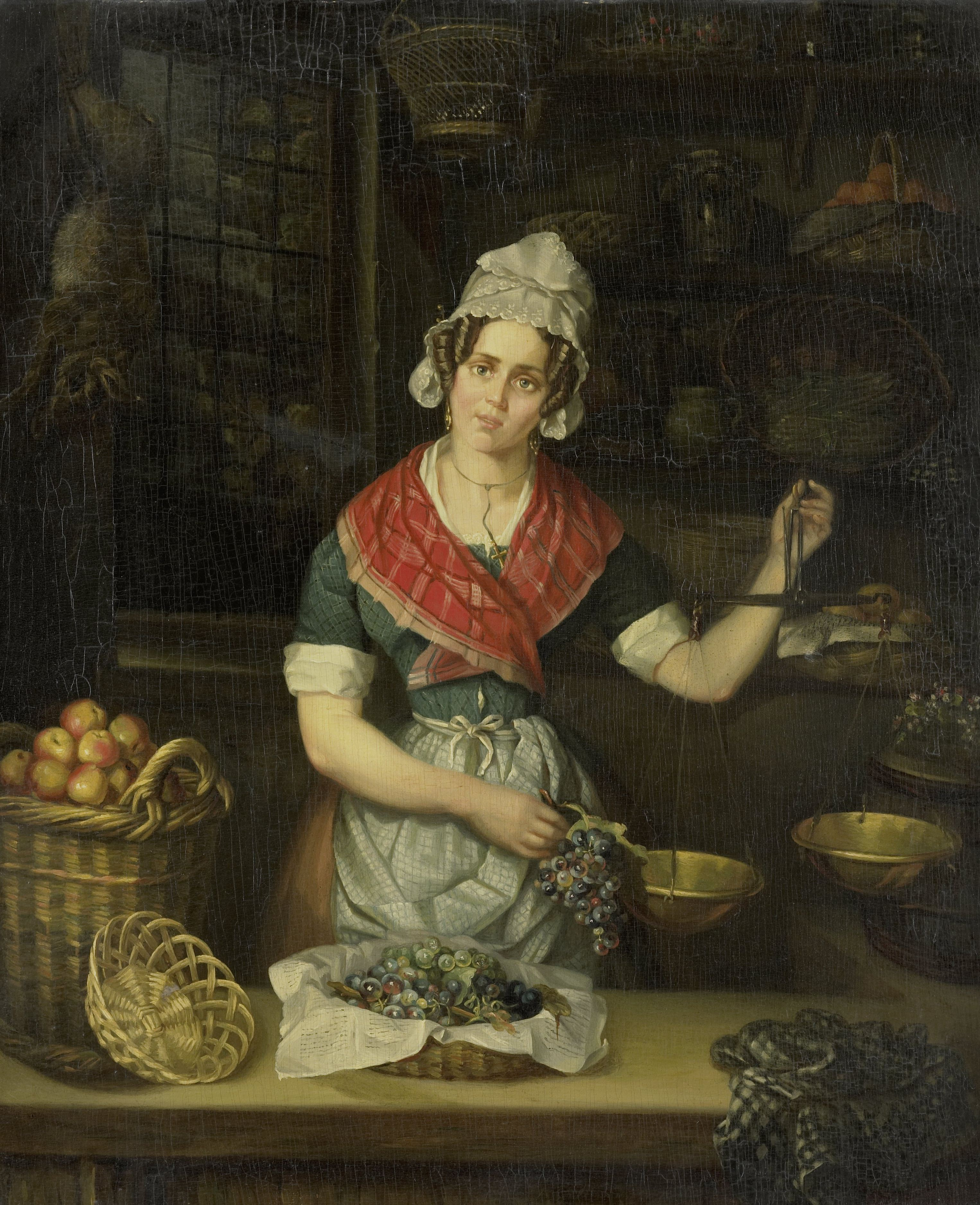
De fruitverkoopste
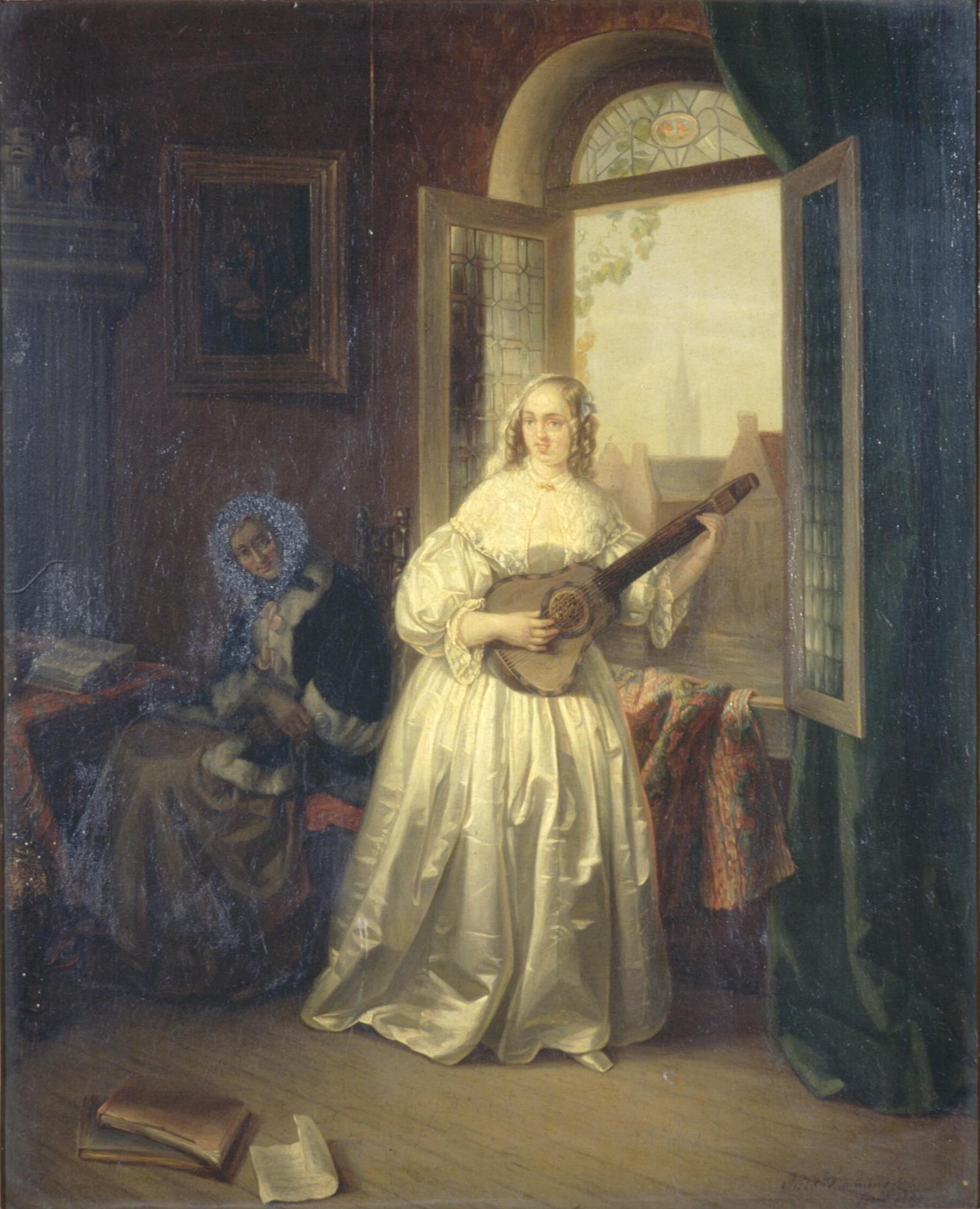
Interieur

- Bibliothèque nationale de France: cb14959318c (data)
- Biografisch Portaal: 46802549
- International Standard Name Identifier: 0000 0000 6661 9800
- RKD-Nederlands Instituut voor Kunstgeschiedenis: 76757
- Union List of Artist Names: 500008978
- Virtual International Authority File: 39647190